# Groß-Kampen-Wettern
Die Groß-Kampen-Wettern ist eine Wettern in der Gemeinde Beidenfleth in der Wilstermarsch.
Die fast 2 km lange Groß-Kampen-Wettern entwässert den nördlichen Teil Beidenfleths und mündet über ein Schöpfwerk in die Stör (Lage). Da sie nicht wie andere Wettern gerade verläuft ist anzunehmen, dass sie zumindest teilweise einem ursprünglich natürlichen Gewässerlauf folgt.